# پاملنی
پاملنی (به مجاری:  Pamlény) یک منطقهٔ مسکونی در مجارستان است که در بورشود-آبااوی-زمپلن واقع شده‌است.